# Einsiedel (Hafenlohr)
Einsiedel ist ein Gemeindeteil der Gemeinde Hafenlohr im unterfränkischen Landkreis Main-Spessart in Bayern.

## Geographie
Der Weiler Einsiedel liegt im Spessart im Tal der Hafenlohr an der Kreisstraße MSP 26 zwischen Diana und Lindenfurterhof. Es gehört als größere Exklave im Fürstlich Löwensteinschen Park zur Gemeinde Hafenlohr.

## Geschichte
Einsiedel wurde im Jahre 1275 als Propstei des Klosters Neustadt errichtet. 1483 wurde sie in einen Klosterhof umgewandelt. Nachdem Einsiedel an das Fürstenhaus Löwenstein überging, wurde dort 1820 die Karlshütte, eine Glasmanufaktur, errichtet. Im Jahr 1866 ließ Fürstin Sophie von Löwenstein-Wertheim-Rosenberg für die Arbeiter und deren Familien der Glashütte die Kapelle St. Hubertus bauen. 1889 folgte die Schließung der Glashütte.
Seit 1977 befindet sich in Einsiedel das fürstliche Forstamt des Löwensteinschen Wildparks.